# Nathan Baggaley
Nathan Baggaley, född den 6 december 1975 i Byron Bay, Australien, är en australisk kanotist.
Han tog OS-silver i K-1 500 meter och OS-silver i K-2 500 meter i samband med de olympiska kanottävlingarna 2004 i Aten.